# Vénestanville
Vénestanville település Franciaországban, Seine-Maritime megyében. Lakosainak száma 184 fő (2022. január 1.). Vénestanville Brametot, Crasville-la-Rocquefort, Greuville, Rainfreville és Tocqueville-en-Caux községekkel határos.

## Népesség
A település népessége az elmúlt években az alábbi módon változott:
| Lakosok száma | 182  | 192  | 201  | 205  | 207  | 209  | 209  | 196  | 184  |
|               | 2013 | 2015 | 2016 | 2017 | 2018 | 2019 | 2020 | 2021 | 2022 |